# شهرستان لیون (کانزاس)
شهرستان لیون، کانزاس (به انگلیسی: Lyon County, Kansas) یک سکونتگاه مسکونی در ایالات متحده آمریکا است که در کانزاس واقع شده‌است.